# Musiques de Grand Theft Auto III
 (octobre 2019).
Si vous disposez d'ouvrages ou d'articles de référence ou si vous connaissez des sites web de qualité traitant du thème abordé ici, merci de compléter l'article en donnant les références utiles à sa vérifiabilité et en les liant à la section « Notes et références ».
Grand Theft Auto III est un jeu vidéo sorti en 2001 et édité par Rockstar Games. Dans ce jeu, le joueur peut utiliser de nombreux véhicules et y écouter plusieurs stations radios diffusant musiques, publicités et émissions de talk show. Les musiques de ce jeu sont, pour certaines des musiques créées pour le jeu, mais pour d'autres, des musiques déjà existantes, qu'il s'agisse des airs d'opéra diffusés sur Double Cleff FM ou de la bande originale du film Scarface diffusée sur Flashback 95.6. Ce système de radios a été repris dans tous les épisodes ultérieurs de la série, et a contribué à créer une ambiance musicale (Grand Theft Auto: Vice City se passe ainsi en 1986 sur des airs de Michael Jackson, Ozzy Osbourne, Blondie et de nombreux autres groupes et chanteurs des années 1980).

## Radios musicales

### Head Radio
DJ : Michael Hunt (Russ Mottia)

 Style de musique : Pop et rock
- Dil-Don't - « Stripe Summer »
- Whatever - « Good Thing »
- Craig Gray - « Fade Away »
- Conor And Jay - « Change »
- Frankie Fame - « See Through You »
- Scatwerk - « Electronic Go Go »
- Dezma - « Life Is But A Mere Supply »

Head Radio diffuse du soft rock et est animée par "Michael Hunt" (Russ Mottla) et est possédée par le Love Media. C'est la station préférée des Diablos.

### Double Clef FM
DJ : Morgan Merryweather (Gerry Cosgrove)

Style de musique : Classique
- Extrait de Les Noces de Figaro de Wolfgang Amadeus Mozart « Non piu andrai farfallone amoroso »
- Extrait de Lucia di Lammermoor de Gaetano Donizetti « Chi mi frena in tal momento »
- Extrait de La Traviata de Giuseppe Verdi « Libiamo ne' lieti calici »
- Extrait de Don Giovanni de Wolfgang Amadeus Mozart « Finch'han del vino »
- Extrait de Gianni Schicchi de Giacomo Puccini « O mio babbino caro »(PS2 uniquement)
- Extrait de Rigoletto de Giuseppe Verdi « La donna è mobile »

Animé par Morgan Merryweather (Gery Cosgrove), Double Cleff FM diffuse une série d'opéras classiques. Dans le jeu, c'est la station préférée de la famille Leone. Morgan Merryweather est le stéréotype du pompeux aficionado de musique classique, intervenant régulièrement en mentionnant son style de vie raffiné. Ses références culturelles sont, cependant, souvent incorrectes. Par exemple, il dit qu'un morceau lui rappelle Lolita de Fellini. Lolita fut écrit par Vladimir Nabokov, et adapté au cinéma une fois par Stanley Kubrick et une autre par Adrian Lyne. Federico Fellini n'adapta jamais ce livre au cinéma. De plus, Meryweather raconte qu'il a passé un été à "lire Proust en version originale italienne". Marcel Proust écrivait évidemment en français. Il annonce ensuite de la musique des années 1760 alors que commence "La donna è mobile" composée en 1861.

### K-Jah Radio
DJ : Horace le pacifiste (Herman Stephens)

Style de musique : Dub
et Reggae
Label : Greensleeves Records

Produit et arrangé par Henry "Junjo" Lawes

Pistes rythmiques de Channel One

Mixé au "King Tubby's Sound" par Scientist
- « Dance Of The Vampires »
- « The Mummy's Shroud »
- « The Corpse Rises »
- « Your Teeth In My Neck »
- « Plague Of Zombies »

K-Jah est animée par Horace "the Pacifist" Walsh (Herman Stephens). C'est la station préférée des Yardies et elle diffuse du Dub entrecoupé de discours du DJ. Toutes les chansons diffusées sont extraites de l'album de Scientist "Scientist rids the world of the evil curse of vampires". La fréquence de la station est 103.7. C'est aussi l'une des rares stations qui ne sont pas possédées par le Love Media, comme le dit Horace : "Nous n'aimons pas Donald Love, man".

### Rise FM
DJ : Andre The Accelerator

 Style de musique : Trance

Label : Generation Records

Mix : Terry Donovan

Produit par Lazlow
- Slyder - « Neo (The One) »
- Slyder - « Score (Original Remix) »
- Chris Walsh & Dave Beran - « Shake (Revolt Clogrock Remix) »
- Shiver - « Deep Time »
- R.R.D.S. - « Innerbattle »

Rise FM est animé par "Andre The Accelerator" (Andre) et diffuse de l'electronic dance music. La playlist du jeu est censée être jouée en direct depuis une boîte de nuit nommée le Planetarium. Cette station ne diffuse aucune publicité. Rise FM est l'une des stations préférées du Cartel des Colombiens. Rise FM est aussi le nom d'une véritable station diffusée sur internet (www.risefm.hu). Il n'y a cependant aucun lien entre les deux.

### Lips 106
DJ : Andee (Shelley Miller)

 Style de musique  Pop et soul
- Fatamarse - « Bump To The Music »
- Marydancin - « Wash Him Off »
- April's In Paris - « Feels Like I Just Can't Take No More »
- Lucy - « Forever »
- Boyz 2 girlz - « Pray It Goes OK? »
- Da Shootaz - « Grand Theft Auto »
- Funky Bjs - « Rubber Tip »

Lips 106 diffuse de la musique pop, animée par Andee (Shelley Miller). C'est la station préférée des Yakuza. La chanson de Da Shootaz Grand Theft Auto était déjà diffusée sur N-CT FM dans GTA.

### Game Radio FM
DJ : Stretch Armstrong & Lord Sear

 Style de musique : Rap
et Hip Hop
Label : Violator Records

Mixé par Stretch Armstrong

Produit par Shecky Green et Stretch Armstrong
- Reef - « Scary Movie (Instrumental) »
- Royce da 5'9" - « We're Live (Danger) »
- Nature - « Nature Freestyle »
- Jojo Pelligrino - « Jojo Pelligrino Freestyle »
- Pretty Ugly & Royce da 5'9" - « Spit Game »
- Royce da 5'9" - « I'm The King »
- Black Rob - « By A Stranger »
- Agallah & Sean Price - « Rising To The Top »
- Rush - « Instrumental Bed 1 »
- Rush - « Instrumental Bed 2 »

Game Radio FM diffuse du hip-hop d'artistes réels. Cette station est animée par les DJ Stretch Armstrong et Lord Sear dans leurs propres rôles. Game FM est l'une des radios favorites des Hoods.

### MSX FM
DJ : Timecode

 Style de musique : Drum and bass

Animateur : Code Breaker

Label : Moving Shadow

Produit par Timecode

 MIX A :
- Omni Trio - « First Contact »
- Aquasky - « Spectre »
- Rascal & Klone - « Winner Takes All »

 MIX B :
- TJ Rizing - « Agent 007 »
- Calyx - « Quagmire »
- Rascal & Klone - « Get Wild »
- Ryme Tyme - « Judgment Day »

Animée par MC Codebreaker et mixée par DJ Timecode, MSX FM diffuse du drum and bass mais pas de pubs. La fréquence de cette station est censée être 101.1, allusion à un mix de Moving Shadow mixé en 2001 par Timecode nommé "Moving Shadow 01.1". On peut noter que lorsque le jeu se passe en 2001, la fréquence est 101.1, tandis qu'elle porte le suffixe 98 dans Grand Theft Auto: Liberty City Stories qui se déroule en 1998.

### Flashback FM 95.6
DJ : Toni (Maria Chambers)

 Style de musique : Pop, disco, electro, new wave, Hi-NRG
Label : Universal

Toutes les chansons citées ci-dessous sont extraites de la bande originale du film Scarface.
- Arthur W. Barrow & Giorgio Moroder - Scarface (Push It to the Limit)
- Deborah Harry & Giorgio Moroder - Rush Rush
- Giorgio Moroder & Amy Holland - She's On Fire
- Arthur W. Barrow & Giorgio Moroder - Shake It Up
- Giorgio Moroder & Peter Bellotte - I'm Hot Tonight

Flashback FM 95.6 diffuse de la musique pop des années 1980 et est animée par Toni (Maria Chambers). Elle est destinée aux gens qui sont "restés dans les années 80" et, entre les chansons, Toni parle de son style de vie très hédoniste de l'époque. Elle remplit également ses fonctions de DJ dans Grand Theft Auto: Vice City et Grand Theft Auto: Vice City Stories, les deux se déroulant dans les années 1980. Les chansons de Flashback 95.6 proviennent toutes de la bande originale du film Scarface de 1983. Cette station est l'une des préférées du Cartel des Colombiens.

## Radio parlante

### Chatterbox FM
Animée et produite par Lazlow (qui en écrivit également les dialogues avec Dan Houser), Chatterbox FM est la seule station du jeu qui ne diffuse pas de musique. Comme les stations parlantes réelles, Chatterbox donne la parole aux auditeurs qui donnent leurs opinions, inquiétudes et plaintes, l'animateur répondant selon la situation.
La station diffuse deux longues interviews avec des personnages fictifs de Libery City. Le premier est Fernando Martinez (un personnage récurrent de la série), fondateur des Nouveaux Départs de Fernando. Il parle de son travail comme d'un "miracle" déclarant que c'est un "moyen révolutionnaire de sauver votre mariage". À la fin de son interview, cependant, on se rend compte qu'il se contente de jouer sur les émotions des gens contre des services se résumant généralement à de la prostitution. Il en résulte que Lazlow le chasse du studio en l'accusant de n'être "qu'un souteneur bon marché du fin fond de l'état". La seconde interview se fait avec l'artiste martial pacifiste, mangeur de nourriture bio Reed Tucker, dont Lazlow se moque constamment. Vers la fin de l'interview, lassé d'être insulté, Reed tente de casser en deux le bureau du studio, déclarant qu'il l'a "déjà visionné". Après qu'il a échoué misérablement, Lazlow commence à l'imiter en faisant des commentaires sur lui ("Je me blesse facilement, ne me jetez pas de tofu ou de rouleaux de printemps"). Lazlow et Reed disent tous les deux qu'il a un marché nommé "Now and Zen" à Trenton, mais il n'existe pas dans le jeu.
Les appelants et appels sont comiques, et les réponses de Lazlow sont souvent caustiques et dotés d'une opinion bien fixée. Une réponse régulière aux auditeurs racontant n'importe quoi est "Eh bien, je pense que c'est une bonne leçon pour nous tous." Quelques appels parlent de l'histoire du jeu : Toni Cipriani appelle pour se plaindre de la façon dont le traite sa mère et Maria Latore appelle pour parler de ses relations difficiles avec son copain, Claude Speed (le personnage principal) : "Il ne parle pas beaucoup !" Un accro à la SPANK, se rapportant à la drogue de plus en plus populaire qui est un des éléments majeurs du jeu. Il dit de Lazlow qu'il est une pensée et parle de conspiration et de gouvernement lavant le cerveau par le biais de dentifrice.
Deux autres interventions apparemment sans liens font en fait de subtiles références l'une à l'autre : un auditeur indique qu'il adore manger des animaux de toutes sortes et qu'il trouve parfois des pigeons auxquels des notes sont attachées, commentant en disant que c'est "comme un fortune cookie avec des ailes". Un autre auditeur, une femme du groupe des Citoyens Enragés Contre les Téléphones (Citizens Raging Against Phones ; C.R.A.P.), un groupe de pression de fiction dans GTA 3 opposé aux téléphones, déclare que le groupe a recours à des pigeons voyageurs à la place des téléphones, mais qu'il ne cesse d'en manquer, insinuant que le premier appelant mange ces pigeons. Lazlow note aussi le fait ironique que le groupe anti-téléphone utilise un téléphone pour passer à la radio.
Les autres auditeurs comprennent un Anglais appelant Lazlow pour dire qu'il veut qu'une nounou lui donne une fessée, un homme appelant au sujet des taxes (qu'il prononce "Texas"), un homme qui déteste les vêtements ("Est-ce qu'un lion porte des habits ? Et les lions sont les rois de la jungle !") : cet auditeur participe aussi à un débat dans Grand Theft Auto: Vice City sous l'appellation de nudiste Barry Starks. Un autre auditeur appelle pour parler de navets. Lazlow lui déclare que "Ce n'est pas "Jardinage avec Maurice"." (Cette émission figure sur WCTR dans Grand Theft Auto: San Andreas).
Lazlow mentionne avec désinvolture qu'il n'anime Chatterbox seulement parce qu'il a été « viré à coups de pied d'une station de rock ». En effet, dans Vice City, il anime la radio V-Rock. La station est à nouveau citée dans Grand Theft Auto IV sur la station WKTT, où il est dit que Chatterbox a été retirée de l'antenne en 2007 et que Lazlow tente de lancer une nouvelle radio, Integrity 2.0.
Invités : Lucien Jones, Karin Bykowski, Hank Stewart, Abbi Davis, Mellowvision.com,
Paul Malonay, Bernies, Frank Fava, Kit Halsted, Joe Casalino, Dan Houser, Jay Crutcher, Frank Chavez, DJ Rush, A.M. Watson, Laura Bykowski, Navid Khonsari, Sherry Wohglmuth, Porkchop, Renaud Sebbane, Kyle Maclachlan, Sabby, Kim Schaefer, Debi Mazar, Nick Mandelos, David Connell, Reed Tucker, Jennifer Kolbe, Ami Plasse, Keith Broadus, Cameo Carlson, JD Leeds, Michael Madsen.

## Les Publicités
La multitude de publicités présentes dans le jeu ont été écrites par Dan Houser et Lazlow (le dernier les ayant également produites). Elles sont assez proches des publicités réelles, utilisant de nombreux clichés et astuces courants dans le marketing. Quelques-unes renvoient à des numéros de téléphone et à des sites web officiels. Rockstar Games a créé véritablement certains de ces sites, et bien que la plupart des liens renvoient au site de Rockstar, certains sont plus détaillés et se rapprochent de l'humour des publicités.
Certaines de ces publicités sont :
- Dormatron - Une invention qui brûle des calories pendant le sommeil en bougeant les membres liés à l'appareil pendant que le porteur dort. La façon dont le sujet est attaché n'est jamais expliquée mais est décrite comme une forme de bondage dans Grand Theft Auto: Liberty City Stories. C'est une parodie des produits d'amaigrissement "miracles" qui sont soit inefficaces soit basés sur des méthodes déjà existantes.
- Equanox - Ce sont des pilules des Laboratoires pharmaceutiques Zaibatsu pourvues d'une longue liste d'effets secondaires. Parodiant les médicaments dangereux, leur nom est une contraction d' equus (cheval) et nox (sommeil) suggérant que ce médicament est un calmant pour cheval. Zaibatsu, signifiant "conglomérat", est un mot souvent utilisé dans GTA (c'est un gang de Grand Theft Auto 2), il ne faut pas la confondre avec Maibatsu, une compagnie japonaise fabriquant des voitures.
- Eris Running Shoes - Parodie des pratiques controversées de Nike (Eris, comme Nike était une déesse grecque). Cette compagnie malhonnête emploie des enfants (« C'est cool ! On peut jouer avec des couteaux ! », « Hier, je me suis fait un dollar ! », « Mon copain Joey s'est cousu les mains ensemble ! »). Eris apparaît dans Grand Theft Auto: San Andreas comme l'une des marques de vêtements. Dans Grand Theft Auto IV, les journaux consultables font également état des problèmes d'éthique qui entraînent des poursuites contre la marque.
- Les Nouveaux Départs de Fernando - « Un nouveau moyen révolutionnaire pour sauver votre mariage », expliqué pendant l'interview de Fernando sur Chatterbox FM.
- Liberty City Survivor - Il s'agit d'un Battle Royale dans le cadre d'un reality show avec « 20 types récemment mis en liberté conditionnelle... équipés d'un lance grenade et de lance-flammes ». Ils doivent se chasser jusqu'à ce qu'il n'y ait qu'un survivant. Parodiant certaines émissions de télé-réalité comme Fear Factor (en), il s'agit aussi d'une référence à un mode multijoueur de GTA III promis puis annulé. Le "Liberty City Survivor" est présent dans le mode multijoueur de 'Liberty City Stories'.
- Maibastsu Monstrosity - Un véhicule utilitaire sport notable par sa taille (« Il est très grand ; on y a perdu le petit Joey et nous n'avons pas pu le retrouver avant une heure ») et sa faible consommation d'essence. Le Liberty Tree mentionne des problèmes avec le prototype dans les années 1990 avec quelques blessés. On trouve aussi des publicités pour ce véhicule dans le manuel du jeu.
- PetsOverNight.com - http://www.Petsovernight.com/ est une compagnie de vente par internet qui vend des animaux vivants (même exotiques) dans des boîtes, partout dans le pays, et qui vous les livre devant chez vous. Slogan traduit : "Livre des petits paquets d'amour dans une boîte directement devant votre porte" de l'original : "Delivery little bundles of love in a box directly to your door". Ce site fait partie de ceux créés par Rockstar Games, bien que tous les liens affichés sur la page vous redirigent tous vers le site officiel de Rockstar Game, il est cependant bien imité avec une description ainsi que deux photos représentant un chien et deux chats ainsi que le slogan.
- Pogo the Monkey - Un jeu de plate-forme dans lequel le joueur incarne un singe avec un canon à bananes qui attaque des scientifiques et récolte des diamants. Sa dernière mission est de prendre le contrôle de la Maison-Blanche et de devenir président des États-Unis. Ce jeu se trouve sur plusieurs bornes d'arcade de Vice City.
- Rakin & Ponzer - Parodiant la culture de la compensation, cette firme d'avocats invite les auditeurs à poursuivre n'importe qui pour n'importe quelle raison. Ce thème est un thème récurrent de la série.
- The House of Tomorrow - Un fabricant de produits de haute technicité, comme des casques à réalité virtuelle supposés être vitaux à l'ère du numérique. Il s'agit d'une parodie de tels fabricants comme The Sharper Image.
- The Medieval Millenium Fair - Une foire sur le thème de la Renaissance qui se tient à Liberty City une fois par semaine. On y vend des sorts, des potions et autres objets médiévaux.

Voix : Stéphanie Roy, Gerry Cosgrove, Sean Lynch, Lazlow, Alex Anthony, Jonathan Hanst, Chris Silvestro, Jeff Berlin, Shelley Miller, Ron Reeve, Maria Chambers, Alana Silvestro, Alice Saltzman, Dan Houser, Franck Chavez, Craig Olivo, Laura Bykowski.

#### Sites fictifs sur le monde de GTA III
- (en) Game Radio
- (en) MSX FM
- (en) Site du Love Media
- (en) PetsOvernight.com
- (en) Pogo the Monkey